# Neverwas
Neverwas és una pel·lícula canadenca dirigida per Joshua Michael Stern, i estrenada el 2005.

## Argument
Un psiquiatre deixa una carrera acadèmica per treballar a l'institut psiquiàtric on el seu pare, escriptor, va viure alguns anys abans de l'escriptura d'un famós llibre per a nens. Hi trobarà un psicòpata que li permetrà descobrir els secrets de la història i la seva posició en el relat.

## Repartiment
- Ian McKellen: Gabriel Finch
- Aaron Eckhart: Zach Riley
- Brittany Murphy: Maggie
- Nick Nolte: T.L. Pierson
- Alan Cumming: Jake
- Vera Farmiga: Eleana
- Bill Bellamy: Martin Sands
- Michael Moriarty: Dick
- Jessica Lange: Katherine Pierson
- William Hurt: Dr. Peter Reed

## Producció
La pel·lícula va ser escrita i dirigida per Joshua Michael Stern en el seu debut com a director. Va ser produïda per Sidney Kimmel i Greg Shapiro, i co-produïda per Aaron Eckhart que la va protagonitzar. La pel·lícula va ser distribuïda per Neverwas Produccions i premiada al Festival Internacional de Cinema de Toronto el 9 de setembre de 2005. Va ser distribuïda per Miramax Films per la seva difusió en home media. Per ser un conte de fades basat en esdeveniments reals, la pel·lícula sovint ha estat comparada amb Finding Neverland (2004).
El rodatge principal va tenir lloc el setembre 2004 a Vancouver, Colúmbia britànica, Canadà.